# Grigorowitsch M-5
Die Grigorowitsch M-5 (russisch Григорович М-5, auch Schtschetinin Schtsch-5 (Щетинин Щ-5), nach dem Herstellungsbetrieb in Sankt Petersburg, Schetinin) ist ein einmotoriges Doppeldecker-Flugboot russischer Herkunft.

## Entwurf
Die M-5 beruht auf der Grigorowitsch M-4. Gegenüber dem Ausgangsmuster wurde der untere Tragflügel verlängert und direkt am Rumpf befestigt. Die Profildicke betrug nur 4 %. Am Ende des unteren Flügels waren Stützschwimmer befestigt. Die Bootsstufe wurde auf 70 mm in der Mitte und 140 mm am Rand verringert. Hinter dem Tragflügel verjüngte sich der Rumpf stark zu einem Leitwerksträger. Das zweisitzige Flugzeug wurde in Gemischtbauweise (Holzgerüst/Stoff) hergestellt. Der Antrieb erfolgte zuerst durch einen Gnôme-Monosoupape-Motor von 100 PS, der einen Schubpropeller antrieb. Der Vergaser wurde durch eine Druckleitung versorgt. Der Kraftstofftank im hinteren Rumpf musste dazu manuell mittels Handpumpe mit Überdruck versehen werden.

## Geschichte

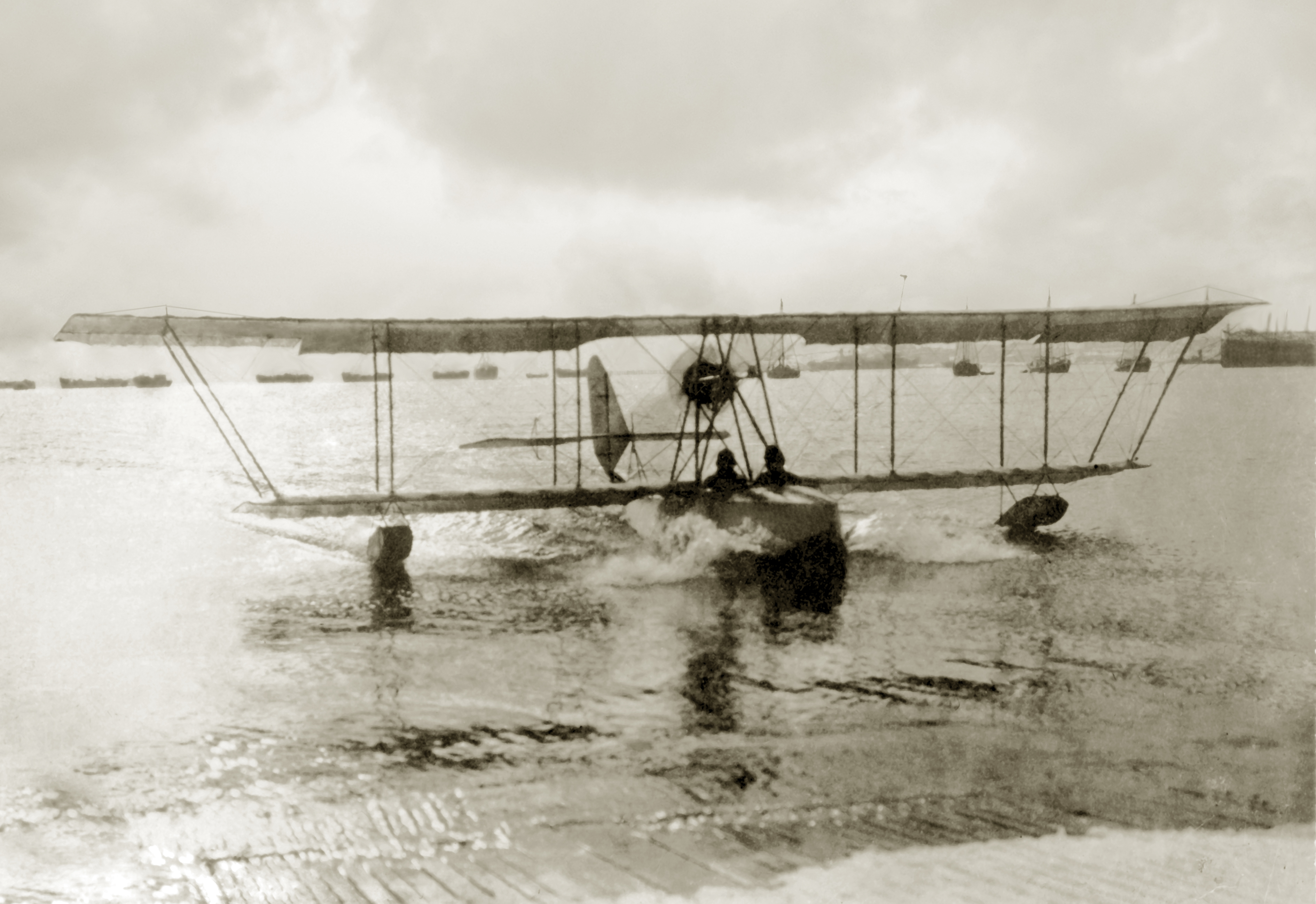
M-5 der Seeflieger-Offiziersschule Baku um 1917/18

Die Flugversuche begannen im Frühjahr 1915. Es zeigte sich, dass die M-5 mit einer Wellenhöhe bis 0,5 Meter gut zurechtkam und sehr einfach zu fliegen war. Bereits am 12. April 1915 wurde mit einer Serienproduktion begonnen, die, mit vielen Änderungen im Detail an der Maschine, bis 1923 andauerte. Die Leistungsfähigkeit der M-5 und die angelaufene Serienproduktion erlaubte es weitestgehend, auf ausländische Flugboote dieser Leistungsklasse zu verzichten. Die Piloten fanden nebeneinander Platz. Der Kopilot oder Beobachter konnte bei Bedarf ein 7,62-mm-Vickers-Maschinengewehr in einer Schwenkhalterung montieren, obwohl die als Aufklärer dienende Maschine normalerweise unbewaffnet flog.
Mit Erscheinen der Grigorowitsch M-9 wanderte die M-5 in die Schulung ab, da insbesondere die Höchstgeschwindigkeit nicht mehr ausreichend war. Die Flugschulen beklagten sich über die häufigen, notwendig gewordenen Reparaturen des Holzbodens. Eine verbesserte, gerade im Bodenbereich verstärkte Version, wurde aus wirtschaftlichen Gründen nicht ausgeliefert.
Versuche, die Höchstgeschwindigkeit durch eine Leistungssteigerung zu erhöhen, führten zu keinem brauchbaren Ergebnis. Grigorowitsch baute jeweils fünf Versuchsmuster mit stärkeren Rhône-Motoren von 110 PS und 120 PS sowie ein einzelnes mit einem 130-PS-Clerget-Motor. Zum Ausgleich des größeren Motordrehmoment musste der Anstellwinkel etwas vergrößert werden, wodurch sich der Leistungszuwachs nicht auf die Höchstgeschwindigkeit auswirkte. Der 130-PS-Clerget wurde jedoch für den bewaffneten Aufklärer in größerer Stückzahl eingesetzt. Neben den genannten Typen kamen weitere Umlaufmotoren zum Einsatz, die häufig in Frontwerkstätten angepasst wurden.
Insgesamt sind von dieser Maschine etwa 300 Exemplare hergestellt worden, die sowohl im Ersten Weltkrieg, als auch in dem der Oktoberrevolution anschließenden Bürgerkrieg eingesetzt wurden. 1918 nahmen zahlreiche Maschinen an der Verteidigung von Baku teil. Einige Maschinen wurden bis 1925 eingesetzt.

## Varianten der M-5
Grigorowitsch M-6
Versuchsmuster mit einem wassergekühlten 150-PS-V8-Sunbeam-Crusader-Motor. Die Versuche mussten wegen des schlechten Startverhaltens abgebrochen werden, da der Bug bei Vollgas stark in das Wasser eintauchte.
Grigorowitsch M-7
Ebenfalls mit dem 150-PS-Sunbeam mit geänderter Rumpfform und Bootslinie. Im Fluge problemlos, aber das Verhalten auf dem Wasser hatte sich verschlechtert.
Grigorowitsch M-8
Motorisierung wie M-6 und M-7, nochmals veränderte Rumpfform mit einer 140 mm hohen Bootsstufe. Damit konnte jedoch nicht mehr gestartet werden.
Grigorowitsch erkannte, dass er für ein leistungsfähigeres Flugboot eine Neukonstruktion beginnen musste. Auf Basis der Versuche entstand letztlich die Grigorowitsch M-9.

## Technische Daten
| Kenngröße             | Daten |
| --------------------- | --- |
| Besatzung             | 2 |
| Spannweite            | 13,62 m |
| Länge                 | 8,6 m |
| Flügelfläche          | 37,9 m² |
| Leermasse             | 660 kg |
| Startmasse            | 960 kg |
| Höchstgeschwindigkeit | 105 km/h |
| Landegeschwindigkeit  | 70 km/h |
| Steigleistung         | 9:35 min bis auf 1000 m                                                                                               |
| Dienstgipfelhöhe      | 3300 m |
| Reichweite            | etwa 350 km |
| Triebwerk             | Gnome Monosoupape mit 100 PS (74 kW) oder 81 kW 110 PS (81 kW) Clerget mit 130 PS (96 kW) für die bewaffnete Variante |
| Bewaffnung            | ein 7,62-mm-Maschinengewehr, bei Bedarf                                                                               |